# Spogostylum isis
Spogostylum isis är en tvåvingeart som först beskrevs av Johann Wilhelm Meigen 1820.  Spogostylum isis ingår i släktet Spogostylum och familjen svävflugor. Inga underarter finns listade i Catalogue of Life.